# Quartiere IACP Lorenteggio
Quartiere IACP Lorenteggio, già “Quartiere IFACP Renzo e Mario Mina”, è un complesso di edilizia residenziale pubblica di Milano disposto su sei isolati e sito nel quartiere del Lorenteggio.

## Storia
Il complesso venne costruito dal 1938 al 1944 dall'Istituto Fascista Autonomo Case Popolari (IFACP) di Milano, che ne curò anche la progettazione urbanistica attraverso il proprio Ufficio Tecnico, diretto dall'architetto Giovanni Broglio.
La progettazione dei singoli edifici fu opera di Guido Baselli, Piero Della Noce, Alberto Morone, Fausto Natoli e Tullio Tolio.

## Caratteristiche

Mappa del complesso
B: Bagni
CT: Centrale termica
N: Negozi

Il complesso, di forma quadrangolare, si estende sull’area di sei isolati, ed è suddiviso in due parti da via Segneri, che ha andamento diagonale. I sei isolati corrispondono ai sei lotti in cui il complesso residenziale è suddiviso, indicati con le lettere alfabetiche da “A” a “F”.
Gli edifici sono ordinati in stecche parallele, secondo una prassi urbanistica tipica del razionalismo, in parte flesse per adattarsi alla maglia stradale prevista dal piano regolatore; anche il disegno delle facciate, all’epoca definito eufemisticamente “di disadorna semplicità”, risente dell’influenza razionalista, adottata più per motivi economici che per reale convinzione.
Le piante degli edifici sono convenzionali, con l'adozione di uno schema a ballatoio e l'alta percentuale di alloggi minimi, mono- o bilocali. La struttura portante, progettata durante il periodo delle cosiddette “inique sanzioni”, è in muratura piena, scelta in vece del calcestruzzo armato perché autarchica.
Il complesso, destinato a un'utenza “popolarissima” costituita da baraccati e sfrattati, fu costruito con criteri di stretta economia, dovuti anche al periodo bellico, e conobbe pertanto un precoce degrado.
 La dotazione minima di servizi pubblici, limitati alle docce comuni poste nei cortili ed a qualche negozio, accentuò la ghettizzazione e l’isolamento sociale, che perdurano tuttora. La composizione sociale del complesso popolare infatti è di basso reddito ed è caratterizzata da una parte da un'ampia fascia anziana, dall'altra da famiglie migranti di origine straniera, insediatesi in tempi più recenti.